# 2007年7月體育
| 2007年體育： | ← \| 1月 \| 2月 \| 3月 \| 4月 \| 5月 \| 6月 \| 7月 \| 8月 \| 9月 \| 10月 \| 11月 \| 12月 \| → |
|              |                                                                                               |

## 7月18日
- 澳門為倒數2007年亞洲室內運動會100日在澳門漁人碼頭舉行大型倒數活動。

## 7月7日
- 2007年溫布頓網球公開賽落幕。羅傑·費達拿以平比约恩·博里的紀錄第五度封王，維納斯·威廉姆斯也四度封后。BBC（页面存档备份，存于）BBC（页面存档备份，存于）

## 7月4日
- 國際奧委會主席羅格宣佈俄羅斯索契奪得2014年冬季奧林匹克運動會主辦權。新浪網（页面存档备份，存于）

## 7月1日
- 在香港举行的回归杯足球比赛中，中国联队以2：0战胜世界明星联队。